# Bonner Durchmusterung

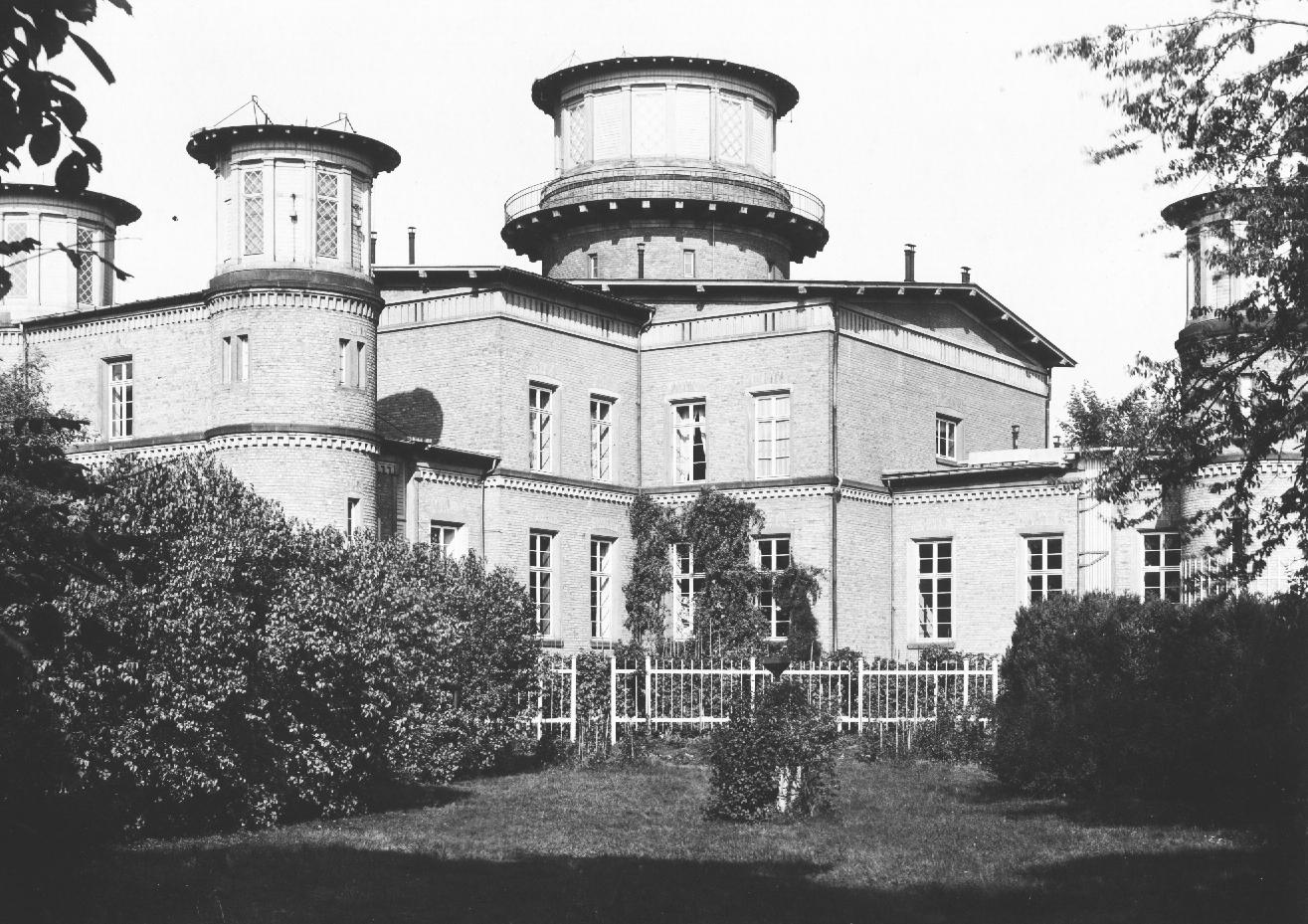
De oude sterrenwacht in Bonn waar de metingen voor de Bonner Durchmusterung werden verricht

De Bonner Durchmusterung (BD) is een stercatalogus met een daaruit afgeleide sterrenkaart met 36 bladen, gebaseerd op visuele stermetingen van de noordelijke hemel. De survey werd tussen 1852 en 1862 uitgevoerd aan de Sterrenwacht van Bonn van de Rheinische Friedrich-Wilhelms-Universiteit door Friedrich Wilhelm August Argelander met ondersteuning van Adalbert Krüger en Eduard Schönfeld. Dit was de eerste systematische kaart van de hemel.

## Beschrijving
In totaal werden 325.037 sterren gemeten met declinaties tussen 89° en −2° tot schijnbare visuele magnitude 9,5 (deels ook tot 10). 
Hiervoor werd een door Joseph von Fraunhofer gebouwde kometenzoeker met een diameter van 7,7 cm en een brandpuntsafstand van 65 cm gebruikt. De rechte klimming is nauwkeurig tot op 0,1 seconde, 
de declinatie tot op 0,1 boogminuut, en de schijnbare magnitude tot op 0,1 mag. De posities zijn gebaseerd op de epoche 1855.
Eduard Schönfeld volgde in 1875 Argelander op als directeur van de sterrenwacht in Bonn. Tussen 1875 en 1881 breidde hij de Bonner Durchmusterung uit met een zuidelijk deel met alle sterren die nog net zichtbaar zijn in Bonn. Deze Südliche Durchmusterung met declinaties tussen −2° en −23° omvat 133.659 sterren. Voor deze uitbreiding werd de Schröder-refractor met een diameter van 16 cm en een brandpuntsafstand van 1,8 m gebruikt. Tegenwoordig bevindt deze refractor zich op het Observatorium Hoher List.
Van 1892 tot 1914 werd de Durchmusterung op de sterrenwacht van Córdoba (Argentinië) uitgebreid met een catalogus van de zuidelijke hemel. De Córdoba-Durchmusterung omvat metingen van 613.959 sterren die opgemeten zijn met het Parallactisch instrument van Kapteyn.
Deze twee catalogi bevatten in totaal meer dan een miljoen sterren tot de 10e magnitude en vormen de laatste catalogi die visueel verkregen werden. Latere catalogi van de hemel werden fotografisch in kaart gebracht. 
In de Bonner Durchmusterung kregen alle sterren een nummer volgens het schema "declinatie" + "opeenvolgend nummer". De ster Betelgeuze, "Alpha Orionis" volgens het schema van Johann Bayer, kreeg zo de aanduiding BD +7° 1055. Dit betekent: de 1055ste ster met declinatie +7°. Deze BD-aanduiding wordt soms nog gebruikt voor zwakke sterren.